# Сердегівка
Сердегі́вка — село в Україні, в Звенигородському районі Черкаської області. У селі мешкає 331 людина.

## Населення

### Мова
Розподіл населення за рідною мовою за даними перепису 2001 року:
| Мова       | Кількість | Відсоток |
| ---------- | --------- | -------- |
| українська | 321       | 96.98%   |
| російська  | 10        | 3.02%    |
| Усього     | 331       | 100%     |

## Відомі люди
В селі народились:
- Дишлевий Никифор Романович — підполковник Армії УНР.
- Нещадименко Марко Петрович — український вчений-мікробіолог.
- Нещадименко Іван Петрович — український радянський патофізіолог.
- Нещадименко Рита Петрівна — акторка.